# Hugueninia tanacetifolia
Hugueninia es un género monotípico perteneciente a la familia Brassicaceae. La única especie: Hugueninia tanacetifolia, es originaria de Europa.

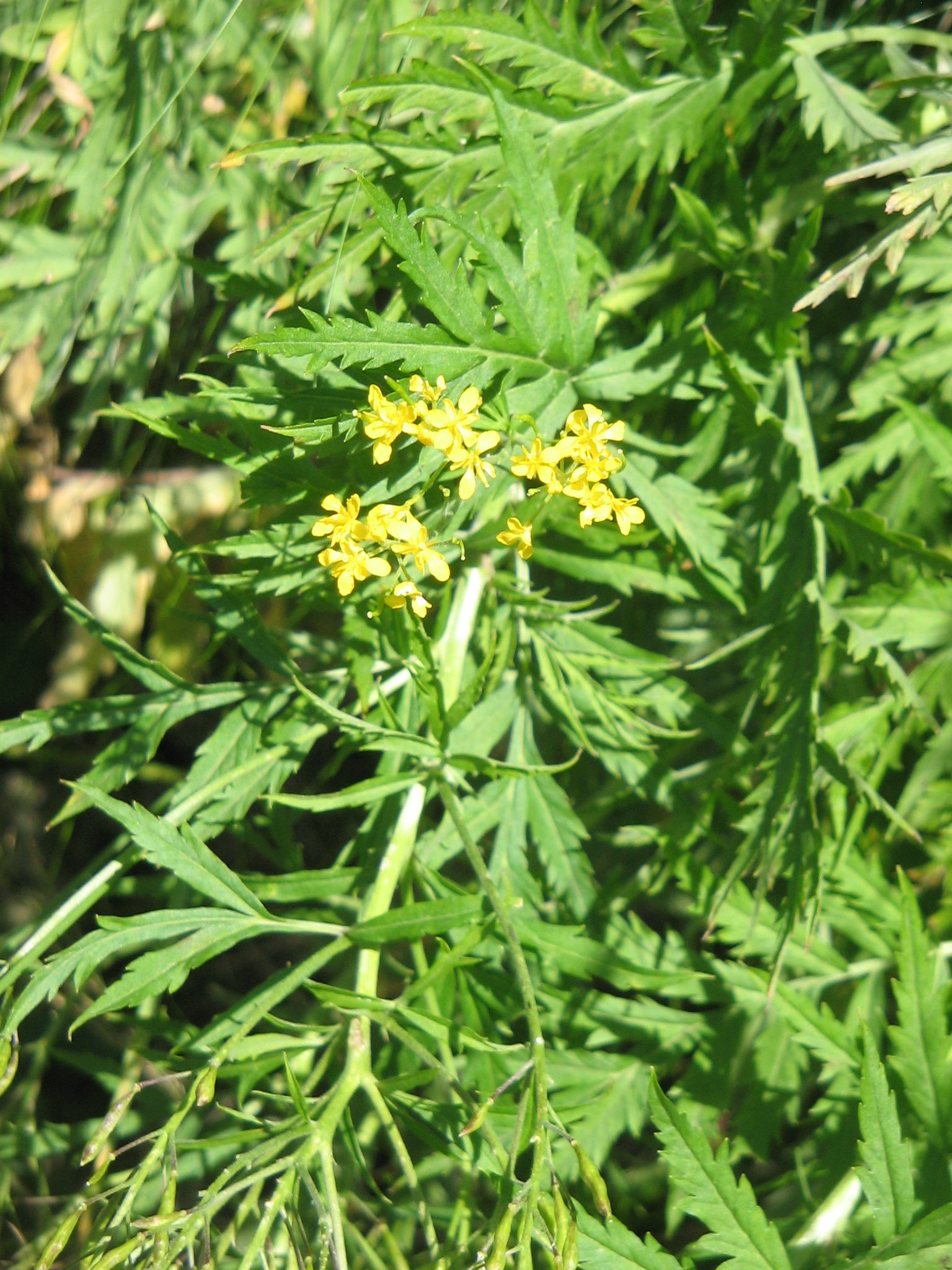
Vista de la planta

Algunos autores lo consideran un sinónimo del género Descurainia Webb & Berthel.

## Descripción
Son hierbas perennes, erectas, con pelos ramificados (estrellados o no). Hojas pinnatisectas, con los segmentos de aserrados a pinnatífidos. Flores en racimos ebracteados, agrupados en inflorescencia corimbiforme. Sépalos prontamente reflejos, elíptico-oblongos, con margen membranáceo estrecho, no gibosos en la base. Pétalos mayores que los sépalos, anchamente obovados, de uña estrecha, amarillos. Androceo tetradínamo. Nectarios laterales anulares, confluentes con los medianos que son filiformes. Estilo muy corto. Estigma capitado-deprimido, ligeramente bilobado. Frutos en silicua corta, claramente atenuada en la base; valvas con nervio medio marcado. Semillas uniseriadas, oblongo-ovoideas, no aladas, finamente punteadas, pardas; cotiledones incumbentes.

## Distribución y hábitat
Es una planta  centroeuropea. (Que vive en la parte más alta de las montañas). También se encuentra en algunos puntos de la cordillera cantábrica y los Alpes.
También en el Pirineo aragonés, Benasque, parque natural Posets-Maladeta, concretamente en los Llanos del Hospital.(1754 m.)

## Taxonomía
Hugueninia tanacetifolia fue descrito por (L.) Rchb. y publicado en Flora Germanica Excursoria 691. 1832.
Sinonimia
- Descurainia tanacetifolia (L.) Prantl
- Eruca tanacetifolia (L.) Mill.
- Erysimum tanacetifolium (L.) Clairv.
- Hesperis tanacetifolia (L.) Kuntze
- Hugueninia tanacetifolia subsp. tanacetifolia (L.) Rchb.	S
- Phryne tanacetifolia (L.) Bubani
- Sisymbrium tanacetifolium L. basónimo[4]